# Orlove, Solone
Orlove (în ucraineană Орлове) este localitatea de reședință a comunei Orlove din raionul Solone, regiunea Dnipropetrovsk, Ucraina.

## Demografie
Componența lingvistică a localității Orlove
     Ucraineană (98,56%)
     Rusă (1,44%)
Conform recensământului din 2001, majoritatea populației localității Orlove era vorbitoare de ucraineană (98,56%), existând în minoritate și vorbitori de rusă (1,44%).